# Gryon
För andra betydelser, se Gryon (olika betydelser).
Gryon är ett släkte av steklar som beskrevs av Alexander Henry Haliday 1833. Enligt Catalogue of Life ingår Gryon i familjen Scelionidae, men enligt Dyntaxa är tillhörigheten istället familjen gallmyggesteklar.

## Dottertaxa tillGryon, i alfabetisk ordning[1][2]
- Gryon achille
- Gryon aculeator
- Gryon acutiventre
- Gryon agamennone
- Gryon agile
- Gryon alames
- Gryon ameraris
- Gryon amissum
- Gryon amitto
- Gryon amleticus
- Gryon amplum
- Gryon anasae
- Gryon ancinla
- Gryon angustipenne
- Gryon anna
- Gryon artum
- Gryon assimile
- Gryon atrocoxale
- Gryon atrum
- Gryon aureum
- Gryon austrafricanum
- Gryon australicum
- Gryon avanus
- Gryon baeiforme
- Gryon barbiellinii
- Gryon basilewskyi
- Gryon basokoi
- Gryon bicolor
- Gryon bimaculatum
- Gryon bini
- Gryon blachis
- Gryon bolivari
- Gryon bosellii
- Gryon brasiliense
- Gryon brevipenne
- Gryon californicum
- Gryon carinatifrons
- Gryon cates
- Gryon charon
- Gryon chelinideae
- Gryon chinchillae
- Gryon chrysolaum
- Gryon circus
- Gryon clavaerus
- Gryon comes
- Gryon compoventris
- Gryon conicum
- Gryon coracinum
- Gryon cornutum
- Gryon coum
- Gryon crassifemoratum
- Gryon cromion
- Gryon cultratum
- Gryon dasyni
- Gryon david
- Gryon delucchii
- Gryon diadematis
- Gryon dicaeum
- Gryon dichromos
- Gryon dichropterus
- Gryon discolor
- Gryon dispar
- Gryon drunoris
- Gryon dubitatum
- Gryon elatior
- Gryon electrinum
- Gryon elegans
- Gryon ennius
- Gryon eremiogryon
- Gryon euclide
- Gryon eugeniae
- Gryon eurystene
- Gryon excertus
- Gryon exsculptum
- Gryon fasciatipenne
- Gryon fasciatum
- Gryon fervidum
- Gryon flavios
- Gryon flavipes
- Gryon flaviventre
- Gryon flavum
- Gryon floridanum
- Gryon fulviventre
- Gryon fumosum
- Gryon fuscum
- Gryon gallardoi
- Gryon giganteum
- Gryon goethei
- Gryon goliath
- Gryon gonikopalense
- Gryon gorinis
- Gryon grande
- Gryon grenadense
- Gryon grownus
- Gryon gryonis
- Gryon hakonense
- Gryon hectore
- Gryon helavai
- Gryon hercules
- Gryon hiberus
- Gryon hidakae
- Gryon hirsutioculum
- Gryon hogenakalense
- Gryon hospes
- Gryon howardi
- Gryon hungaricum
- Gryon ialokombae
- Gryon iammancoi
- Gryon iasone
- Gryon incrassatum
- Gryon indicum
- Gryon insulare
- Gryon janus
- Gryon japonicum
- Gryon javense
- Gryon justum
- Gryon karnalense
- Gryon kelnerpillauti
- Gryon kenyotum
- Gryon krishnagiriense
- Gryon lada
- Gryon lala
- Gryon laraichii
- Gryon largi
- Gryon laticeps
- Gryon latipenne
- Gryon latum
- Gryon lena
- Gryon leptocorisae
- Gryon leptoglossi
- Gryon letus
- Gryon linshcostei
- Gryon longicorne
- Gryon longipenne
- Gryon longus
- Gryon lucmon
- Gryon lymantriae
- Gryon magneticum
- Gryon magnoculo
- Gryon magnum
- Gryon marina
- Gryon maruzzae
- Gryon masoni
- Gryon medium
- Gryon menerus
- Gryon menthis
- Gryon meridianum
- Gryon microocellus
- Gryon micropterus
- Gryon minimum
- Gryon minutum
- Gryon mirperusi
- Gryon mirum
- Gryon mischa
- Gryon misellum
- Gryon mnemosyne
- Gryon molinai
- Gryon monspeliense
- Gryon montanum
- Gryon morinus
- Gryon morosum
- Gryon mudugeriense
- Gryon muscaeforme
- Gryon myndus
- Gryon myrmecophilum
- Gryon naevium
- Gryon narus
- Gryon neglectum
- Gryon neotropicum
- Gryon nicolai
- Gryon nigriceps
- Gryon nigriclavatum
- Gryon nigricorne
- Gryon nigricoxa
- Gryon nigripes
- Gryon nigroides
- Gryon nigrum
- Gryon nitens
- Gryon nosulcus
- Gryon notoocellus
- Gryon obesum
- Gryon oculatum
- Gryon odontogonusi
- Gryon oophagum
- Gryon orestes
- Gryon oresteum
- Gryon pappi
- Gryon papuense
- Gryon paracharontis
- Gryon paracoum
- Gryon parakenyotum
- Gryon parasomaliense
- Gryon parkeri
- Gryon pecki
- Gryon peckorum
- Gryon pedestre
- Gryon pennsylvanicum
- Gryon pentatomum
- Gryon pharaone
- Gryon philippinense
- Gryon pictum
- Gryon pisum
- Gryon politum
- Gryon psilanteris
- Gryon pubescens
- Gryon radiculare
- Gryon rectum
- Gryon regulare
- Gryon reticulatum
- Gryon rhinocori
- Gryon robertae
- Gryon robustum
- Gryon rothi
- Gryon rubrigaster
- Gryon rubriscapus
- Gryon rubrum
- Gryon rubtzovi
- Gryon rufithorax
- Gryon rufiventre
- Gryon rugiceps
- Gryon rugosithorax
- Gryon rugostriatum
- Gryon rugulosum
- Gryon sancti
- Gryon saxatile
- Gryon scorsonis
- Gryon scutellatum
- Gryon scutidepressi
- Gryon serse
- Gryon sesbaniae
- Gryon sibiricum
- Gryon simile
- Gryon sinop
- Gryon solutum
- Gryon somaliense
- Gryon spennus
- Gryon sponus
- Gryon stewarti
- Gryon striatum
- Gryon strongist
- Gryon subfasciatum
- Gryon sugonjaevi
- Gryon sulawense
- Gryon superbum
- Gryon suvaense
- Gryon szelenyii
- Gryon tardus
- Gryon tauricus
- Gryon testaceum
- Gryon tiliarum
- Gryon titan
- Gryon tonkinensis
- Gryon triangulum
- Gryon triatomae
- Gryon tridentatum
- Gryon trjapitzini
- Gryon tropicale
- Gryon turcicum
- Gryon unicolor
- Gryon urinius
- Gryon urum
- Gryon variicorne
- Gryon varius
- Gryon watshami
- Gryon watussum
- Gryon verum
- Gryon viggianii
- Gryon wintes
- Gryon vitripenne
- Gryon xanthogaster
- Gryon xanthosoma
- Gryon yamagishii
- Gryon zimbabwense